# Atropoides nummifer
La mano de piedra (Atropoides nummifer) es una especie de serpiente venenosa que pertenece a la subfamilia de las víboras de foseta. La especie es endémica de México. Se reconocen 3 subespecies, incluyendo la subespecie nominal que se describe aquí.

## Nombres comunes
Mano de piedra, Tepocho (Montañas de Veracruz), Nauyaca o nayaraca saltadora, jumping viper.

## Descripción
Los adultos tienen un tamaño promedio de 46-61 cm y son muy robustos. El hocico es redondeado con un canto agudo.
A medio-cuerpo tiene 23-27 filas de escamas dorsales con un aspecto áspero. Tiene 121-135 escamas ventrales, y 26-36 escamas subcaudales que en su mayoría son únicas. El ojo está separado de las escamas labiales por 3-4 filas de pequeñas escamas.

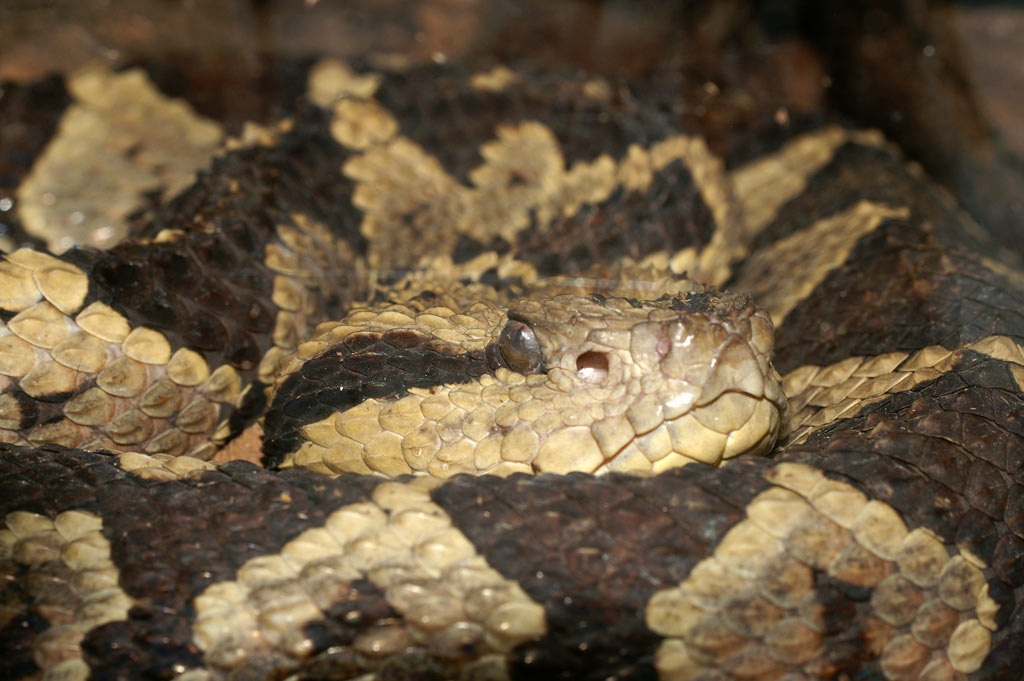
A. n. mexicanus.

El patrón de colores consta de un color de fondo marrón claro o gris que se superpone con aproximadamente 20 manchas romboides oscuras de color marrón o negro. Las extremidades inferiores de estas manchas a menudo se conectan con marcas en los flancos para formar estrechas bandas transversales. La parte superior de la cabeza es oscura con rayas oblicuas postorbitales, debajo del cual la cabeza tiene un color más claro. El vientre tiene un color pálido o blanco, con manchas marrones ocasionales.
Estas serpientes son a veces confundidas con especímenes juveniles de cascabel muda (Lachesis muta), pero pueden fácilmente ser identificadas por no tener una punta de cola especializada.

## Distribución geográfica
Se distribuye en el este de México desde San Luis Potosí hacia el sureste sobre la vertiente del Atlántico. Por la vertiente del Pacífico hay varias poblaciones aisladas en el sur de México. Su hábitat consiste de varios tipos de bosques, incluyendo bosque nuboso y selva tropical a una altitud de 40–1600 m s. n. m.

## Comportamiento
Es una especie terrestre y nocturna, aunque a veces se la puede observar tomando el sol. Por lo general, se esconde dentro o debajo de viejos troncos, en la hojarasca o en escombros. Se alimenta generalmente de pequeños mamíferos, lagartos y ranas, también se ha documentado que puede alimentarse de miembros de su misma especie. Cuando se siente amenazada y se vuelve agitada, puede atacar a intrusos con tal fuerza que parece saltar. Por lo general, las hembras dan luz a 5-9 crías por camada.

## Estado de conservación
Esta especie está clasificada como "Casi Amenazada" (NT) en la Lista Roja de Especies Amenazadas de la UICN (v3.1, 2001).
Una especie se enumera como tal cuando tiene una amplia distribución geográfica, cuando la población se presume grande, o porque es poco probable que la disminución poblacional sea suficientemente rápida como para calificar inclusión en una categoría más amenazada. La tendencia poblacional es estable. Año del evaluó: 2007.

## Subespecies
| Subespecies     | Autor taxón                       | Nombres común                  | Distribución geográfica                         |
| --------------- | --------------------------------- | ------------------------------ | ----------------------------------------------- |
| A. n. mexicanus | (Duméril, Bibron & Duméril, 1854) | Mano de piedra centroamericana | Localidad tipo: Cobán, Alta Verapaz, Guatemala. |
| A. n. nummifer  | (Rüppell, 1845)                   | Mano de piedra mexicana        | Localidad tipo: México.                         |
| A. n. occiduus  | (Hoge, 1966)                      | Mano de piedra guatemalteca    | Localidad tipo: San Augustín, Guatemala.        |